# ジョージ湖 (ニューヨーク州)
ジョージ湖（ジョージこ、Lake George）とはアメリカ、ニューヨーク州にある湖。
ジョージ湖からはLa Chute川が流れ出し、北のシャンプレーン湖に注ぐ。この間、多くの滝や急流があり、4kmの流れで約50m下がる。
湖の南端にレイクジョージが、北端にタイコンデロガがある。
最初にヨーロッパ人でここに訪れたのはサミュエル・ド・シャンプランであるが、彼はこの湖に命名しなかった。
1646年、宣教師のIsaac Jogues がdu Saint-Sacrement湖と名づけた。
フレンチ・インディアン戦争中の1755年8月28日、ウィリアム･ジョンソンがイギリス植民地軍を率いてこの場所を占領しにきた。
そして、彼は名前をジョージ湖と改めた。